# Mesochorus imitatus
Mesochorus imitatus är en stekelart som beskrevs av Dasch 1971. Mesochorus imitatus ingår i släktet Mesochorus och familjen brokparasitsteklar. Inga underarter finns listade i Catalogue of Life.